# غيتوود (ميزوري)

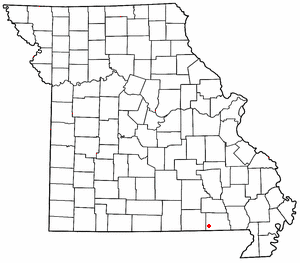

غيتوود (بالإنجليزية: Gatewood)‏ هي إحدى المجتمعات الفردية (غير مصنفة) في ولاية ميزوري في الولايات المتحدة الأمريكية.